# Hakea aculeata
Hakea aculeata (лат.) — колючий кустарник, вид рода Хакея (Hakea) семейства Протейные (Proteaceae). Редкий вид хакеи, встречающийся исключительно в районе Уитбелт в Западной Австралии (Австралия). Цветёт весной обильными гроздьями сильно душистых цветков.

## Ботаническое описание
Hakea aculeata — это многоствольный кустарник с необычными вертикальными столбчатыми ветвями, растущими до 3 м в высоту. Более мелкие ветви имеют длинные мягкие волоски, прилегающие к поверхности. Чрезвычайно колючие листья растут попеременно или располагаются в виде цилиндрического оборота вокруг стебля длиной 12—50 мм и шириной 3—9 мм. Листья волосистые наиболее широкие в центре с центральной жилкой с острым кончиком на вершине 2—4 см в длину. Кремовые, жёлтые и красные цветы появляются в изобилии пазухах листьев в верхних более мелких ветвях. Цветоножки гладкие длиной 7—13 мм . Стиль 7—10 мм в длину. Плоды гладкие 13—20 мм в длину и 11—14 мм в ширину с коротким заостренным клювиком.

## Таксономия
Вид Hakea aculeata был впервые описан в 1979 году австралийским ботаником Александром Джорджем в Nuytsia из образца, который Джордж собрал возле города Кандердина. Видовое название aculeata происходит от латинского слова aculeatus, означающего «колючий» или «остроконечный».

## Распространение и биология
Редкий вид, произрастающий на юго-западе Западной Австралии в районе Бруктона, Кандердина, Мерредина, Таммина и Куэйрадинга. Растёт на песчаной суглинистой почве на пустошах и открытых кустарниковых экосистемах. Требует солнечного света и хорошего дренажа. Растение морозоустойчивое и засухоустойчивое.

## Охранный статус
Hakea aculeata классифицируется как «угрожаемая флора (объявленная редкая флора — существующая)» Департаментом парков и дикой природы правительства Западной Австралии. Вымирающий вид известен только из примерно 19 популяций.